# Mario Monticelli
Mario Monticelli (Venècia, 16 de març de 1902 - Milà, 30 de juny de 1995 fou un periodista i jugador d'escacs italià. Fou autor de textos sobre escacs, redactor en diversos diaris, i cap de corresponsals estrangers del diari Corriere della Sera.

## Títols i Campionats italians
Monticelli assolí el títol de Mestre Italià el 1924, i el de Mestre Internacional el 1950. Al congrés de la FIDE de 1985, se li atorgà el títol de Gran Mestre honoris causa.
Fou tres cops Campió d'Itàlia, el 1929 a Florència, 1934 a Milà i 1939 a Roma. Tot i que quan va desenvolupar la major part de la seva carrera encara no s'havia implantat el sistema Elo, estimacions de la seva força de joc indiquen que va arribar a ser el jugador número 18 del món (entre l'octubre de 1926 i l'abril de 1927).
En honor seu s'anomena Parany de Monticelli un parany d'obertura dins la defensa Bogo-Índia.

## Resultats destacats en competició
El 1926 guanyà (ex aequo amb Ernst Grünfeld), el torneig individual 1st FIDE Masters celebrat simultàniament a l'Olimpíada d'escacs de 1926 a Budapest, amb 9,5 punts de 15, i per davant de jugadors de primer nivell, com Rubinstein, Réti i Tartakower. El 1929 fou 11è a Budapest (campió: José Raúl Capablanca), i posteriorment, empatà als llocs 4t-5è al Torneig Internacional de Barcelona (campió:Capablanca)
El 1930, al Torneig d'escacs de San Remo va vèncer Bogoliúbov, el rival històric d'Alekhin pel títol mundial. El 1938 guanyà (ex aequo amb Erich Eliskases), el Torneig Internacional de Milà, amb 8 punts sobre 11.
El 26 de març de 1950 va jugar, a Milà, 72 partides simultànies, amb un resultat de (+58, =9, -5).

## Olimpíades d'escacs
Va participar en nombrosos torneigs internacionals, i també va representar Itàlia en sis Olimpíades d'escacs oficials, entre 1927 i 1935, i a l'Olimpíada no oficial de 1936.
| Any  | Olimpíada                | Ciutat     | Tauler | Partides | Guanyades | Taules | Perdudes | Punts | %    |
| ---- | ------------------------ | ---------- | ------ | -------- | --------- | ------ | -------- | ----- | ---- |
| 1927 | I Olimpíada              | Londres    | 2n     | 15       | 7         | 4      | 4        | 9     | 60.0 |
| 1928 | II Olimpíada             | La Haia    | 1r     | 14       | 4         | 6      | 4        | 7     | 50.0 |
| 1931 | IV Olimpíada             | Praga      | 2n     | 18       | 5         | 6      | 7        | 8     | 44.4 |
| 1933 | V Olimpíada              | Folkestone | 2n     | 13       | 5         | 6      | 2        | 8     | 61.5 |
| 1935 | VI Olimpíada             | Varsòvia   | 2n     | 18       | 4         | 5      | 9        | 6.5   | 36.1 |
| 1936 | III Olimpíada no oficial | Múnic      | 3r     | 19       | 5         | 6      | 8        | 8     | 42.1 |

## Partides destacades
Dues de les més prestigioses victòries de Monticelli contra jugadors de primer nivell mundial:
Mario Monticelli - Richard Réti (Budapest, 1926)

1. d4 Cf6 2. Cf3 b6 3. c4 Ab7 4. Cc3 e6 5. Dc2 c5 6. e4 cxd4 7. Cxd4 d6 8. Ae2 Ae7 9. O-O O-O 10. Ae3 Cbd7 11. Tfd1 a6 12. f3 Tc8 13. Dd2 Ce5 14. b3 Dc7 15.Ca4 Cfd7 16. Tac1 Cc5 17. Cb2 Tfd8 18. De1 Af6 19. Df2 Cc6 20. Cxc6 Axc6 21.Cd3 Db7 22. Cf4 Ab2 23. Tc2 Aa3 24. Ac1 Axc1 25. Tcxc1 b5 26. Dg3 De7 27. Td2 bxc4 28. Axc4 Ab5 29. Axb5 axb5 30. Tcd1 Ta8 31. h3 Cb7 32. Rh2 Df6 33. Cd3 Tdc8 34. e5 De7 35. Cf4 d5 36. Ch5 Df8 37. Td4 Txa2 38. Tg4 g6 39. Cf6+ Rg7 40.Th4 h6 41. Txh6 Dc5 42. Th7+ 1-0
Iefim Bogoliúbov - Mario Monticelli (Sanremo, 1930)

1.d4 Cf6 2.c4 e6 3.Cc3 Ab4 4.Cf3 b6 5.Ag5 Axc3+ 6.bxc3 Ab7 7.e3 d6 8.Ad3 Cbd7 9.O-O De7 10.Cd2 h6 11.Ah4 g5 12.Ag3 O-O-O 13.a4 a5 14.Tb1 Tdg8 15.f3 h5 16.e4 h4 17.Ae1 e5 18.h3 Ch5 19.c5 dxc5 20.d5 Cf4 21.Cc4 Th6 22.Tf2 f5 23.d6 Txd6 24.Cxd6+ Dxd6 25.Ac4 Tf8 26.exf5 Txf5 27.Td2 De7 28.Db3 Tf8 29.Ad3 e4 30.Axe4 Axe4 31.fxe4 Dxe4 32.Dc2 Dc6 33.c4 g4 34.Axh4 gxh3 35.g3 Ce5 36.Tb3 Ce2+ 37.Txe2 Tf1+ 38.Rxf1 Dh1+ 39.Rf2 Cg4# 0-1

## Publicació
- Fischer-Spasskij: la sfida del secolo. Tutte le partite dalle eliminatorie al campionato del mondo (Fischer-Spassky : El duel del segle. Totes les partides, les eliminatòries pel Campionat del Món), Milà, Mursia, 1972. (italià)